# Alain Molle
Alain Molle (7 de marzo de 1956) es un deportista francés que compitió en taekwondo. Ganó una medalla de plata en el Campeonato Europeo de Taekwondo de 1984 en la categoría de +84 kg.

## Palmarés internacional
| Campeonato Europeo | Campeonato Europeo | Campeonato Europeo | Campeonato Europeo |
| Año                | Lugar              | Medalla            | Categoría          |
| ------------------ | ------------------ | ------------------ | ------------------ |
| 1984               | Stuttgart (RFA)    | Medalla de plata   | +84 kg             |